# Just Dance 2015
Pour les articles homonymes, voir Just Dance.
Just Dance 2015 est un jeu de rythme développé par Ubisoft Paris et édité par Ubisoft sur les consoles Wii, Wii U, PlayStation 3, PlayStation 4, Xbox 360 et Xbox One. Il s'agit du sixième volet de la série Just Dance.

## Description du jeu
Comme dans les précédentes opus, les joueurs doivent imiter le coach de l'écran pour une chanson choisie, marquant des points en fonction de leur exactitude. L'objectif de Just Dance est de danser, en suivant les mouvements des danseurs (on peut aussi s'aider des pictogrammes permettant de prévisualiser les mouvements).
La détection des mouvements se fait :
- grâce à la Wiimote sur Wii,
- grâce à la Kinect sur Xbox,
- grâce à la PlayStation Camera sur PS4,
- grâce à la PlayStation Move sur PS3, PS4,
- grâce au paire de Joy-Con détachés de la console sur Nintendo Switch,
- grâce à son smartphone sur PC, PS4, PS5, Xbox 360, Xbox One, Xbox Series et Wii U.

### But du jeu
Le but du jeu est de gagner le plus d'étoiles.
Le jeu est composé de plusieurs catégories de points :
- X (Croix rouge) : Vous avez raté un mouvement.
- OK : Vous n'avez pas fait comme il faut le mouvement.
- GOOD : Votre rythme de danse est bien rythmé.
- SUPER : Vous êtes à la pointe de la perfection.
- PERFECT : Votre rythme de danse est parfait continuez comme ça.
- YEAH : Vous avez réussi parfaitement le mouvement gold vous gagnez beaucoup de points.

### Types de danses
Dès la sortie du jeu un nouveau type de danse est mis en place : le mode duo où deux joueurs peuvent participer, chacun ayant une chorégraphie légèrement différente, s'ensuit les danses crew où quatre joueurs peuvent participer puis les danses on stage où trois joueurs peuvent danser avec le joueur du milieu ayant une chorégraphie changeante.
Mais il existe d'autres types de danse disponibles comme:
- Version alternative : une autre type de chorégraphie sur la même musique.
- Version extreme : des danses avec un niveau élevé.
- Version sweat : des danses fitness aérobique.
- Mashup : un mélange de danse de tous les opus pour une chorégraphie amusante.

### Just Sweat
C'est un programme de fitness personnalisé. Celui-ci permet au joueur de créer sa propre playlist qu'il pourra ensuite modifier en fonction de la difficulté de la chorégraphie, de la durée du programme et du nombre de calories qu'ils souhaitent brûler.

## Système de jeu
Just dance 2015 est un jeu classé dans la catégorie dite de "danse". Le principe du jeu est d'imiter les mouvements du personnage à l'écran (un coach) comme si c'était le reflet d'un miroir. Selon la chanson, les mouvements sont plus ou moins complexes et demandent plus ou moins d'effort. Des icônes indiquant les suites de pas et de mouvements défilent en bas de l'écran. S'ils sont effectués correctement et en rythme, le joueur obtient des points de score. Certains mouvements valent sensiblement plus de points, on les reconnait aux effets lumineux autour du coach, ce sont les Gold Moves. Si la chanson choisie est une chorégraphie en duo ou en groupe, il arrive que les joueurs fassent des mouvements différents, et soient amenés à se croiser.

## Liste des titres

### Mode Classique
La liste ci-dessous sont les chorégraphies qui apparaissent dans Just Dance 2015, qui comprennent:
| Chanson                           | Artiste(s)                                           | Année | Mode    | Difficulté |
| --------------------------------- | ---------------------------------------------------- | ----- | ------- | ---------- |
| 4x4                               | Miley Cyrus                                          | 2013  | Quatuor | 1          |
| Addicted To You                   | Avicii                                               | 2013  | Solo    | 1          |
| Ain't No Mountain High Enough     | Marvin Gaye and Tammi Terrell                        | 1967  | Duo     | 1          |
| Bad Romance                       | Lady Gaga                                            | 2009  | Trio    | 3          |
| Bailando                          | Enrique Iglesias                                     | 2014  | Duo     | 1          |
| Bang Bang                         | Jessie J ft. Ariana Grande & Nicki Minaj             | 2014  | Quatuor | 2          |
| Best Song Ever                    | One Direction                                        | 2013  | Quatuor | 2          |
| Birthday                          | Katy Perry                                           | 2013  | Solo    | 3          |
| Black Widow                       | Iggy Azalea feat. Rita Ora                           | 2014  | Solo    | 3          |
| Built For This                    | Becky G                                              | 2013  | Solo    | 1          |
| Burn                              | Ellie Goulding                                       | 2013  | Solo    | 2          |
| Dark Horse                        | Katy Perry                                           | 2013  | Trio    | 1          |
| Diamonds                          | Rihanna                                              | 2012  | Solo    | 1          |
| Don't Worry, Be Happy             | Bobby McFerrin (The Bench Mens)                      | 1988  | Trio    | 1          |
| Epic Sirtaki                      | The Bouzouki's                                       | 2014  | Trio    | 2          |
| Fatima                            | Cheb Salama                                          | 2014  | Solo    | 2          |
| Get Low                           | DJ Snake & Dillon Francis                            | 2014  | Duo     | 3          |
| Happy                             | Pharrell Williams                                    | 2013  | Solo    | 1          |
| Holding Out for a Hero            | Bonnie Tyler                                         | 1984  | Solo    | 4          |
| I Love It                         | Icona Pop ft. Charli XCX                             | 2012  | Solo    | 1          |
| It's My Birthday                  | will.i.am ft. Cody Wise                              | 2014  | Trio    | 2          |
| Let It Go                         | (Chanson venant du film La Reine Des Neiges)         | 2013  | Duo     | 1          |
| Love Is All                       | Roger Glover & Butterfly Ball (The Sunlight Shakers) | 1974  | Duo     | 2          |
| Love Me Again                     | John Newman                                          | 2013  | Solo    | 2          |
| Macarena                          | Los Del Rio (The Girly Team)                         | 1995  | Quatuor | 1          |
| Mahna Mahna                       | Piero Umiliani                                       | 1989  | Trio    | 2          |
| Maps                              | Maroon 5                                             | 2014  | Solo    | 3          |
| Me and My Broken Heart            | Push Baby                                            | 2014  | Duo     | 1          |
| Never Can Say Goodbye             | Gloria Gaynor                                        | 1974  | Solo    | 2          |
| Only You (And You Alone)          | The Platters (Love Letter)                           | 1954  | Duo     | 1          |
| Papaoutai                         | Stromae                                              | 2013  | Duo     | 2          |
| Problem                           | Ariana Grande ft. Iggy Azalea                        | 2014  | Solo    | 2          |
| She Looks So Perfect              | 5 Seconds of Summer                                  | 2014  | Quatuor | 3          |
| Speedy Gonzalez                   | David Hess                                           | 1961  | Duo     | 1          |
| Summer                            | Calvin Harris                                        | 2014  | Solo    | 2          |
| Tetris                            | Dancing Bros.                                        | 1989  | Quatuor | 1          |
| The Fox (What Does the Fox Say?)  | Ylvis                                                | 2013  | Trio    | 2          |
| Till I Find You (N)               | Austin Mahone                                        | 2014  | Solo    | 2          |
| Walk This Way                     | Aerosmith feat. Run-DMC                              | 1986  | Quatuor | 3          |
| XMas Tree                         | Bollywood Santa                                      | 2014  | Duo     | 2          |
| You Spin Me Round (Like a Record) | Dead or Alive                                        | 1984  | Solo    | 3          |
| You're On My Mind                 | Imposs feat. J. Perry                                | 2014  | Quatuor | 1          |

- Le (N) indique que la chanson est disponible qu'en Amérique du Nord.

### Contenu téléchargeable
| Titre         | Artiste(s)                          | Année | Mode | Danseur(s) | Sortie          | Date de retrait                           |
| ------------- | ----------------------------------- | ----- | ---- | ---------- | --------------- | ----------------------------------------- |
| Break Free    | Ariana Grande feat. Zedd            | 2014  | Solo | ♀          | 21 octobre 2014 | Divers (fermeture des boutiques en ligne) |
| I Luh Ya Papi | Jennifer Lopez feat. French Montana | 2014  | Solo | ♀          | 21 octobre 2014 | Divers (fermeture des boutiques en ligne) |
| Boom Clap     | Charli XCX                          | 2014  | Solo | ♀          | 20 janvier 2015 | Divers (fermeture des boutiques en ligne) |
| India Waale   | From The Movie Happy New Year       | 2014  | Duo  | ♂/♀        | 20 janvier 2015 | Divers (fermeture des boutiques en ligne) |
| Kiss Kiss     | Prince Royce                        | 2013  | Solo | ♂          | 20 janvier 2015 | Divers (fermeture des boutiques en ligne) |

### Party Master
| Chanteur      | Titre                  |
| ------------- | ---------------------- |
| Becky G       | Built For This         |
| Maroon 5      | Maps                   |
| Bonnie Tyler  | Holding Out For A Hero |
| Calvin Harris | Summer                 |
| Katy Perry    | Birthday               |